# Athlétisme aux Jeux africains de 2007
Navigation
Abuja 2003 Maputo 2011
Les compétitions d'athlétisme des 9es Jeux africains ont eu lieu à Alger en Algérie du 18 au 22 juillet 2007. Les épreuves se disputent au Stade du 5-Juillet-1962.

## Nations participantes
Le nombre d'athlètes engagés est indiqué entre parenthèses.
- Algérie (55)
- Angola (5)
- Bénin (6)
- Botswana (16)
- Burkina Faso (12)
- Burundi (8)
- Cameroun (13)
- République centrafricaine (7)
- Tchad (9)
- Comores (1)
- Côte d'Ivoire (10)
- République démocratique du Congo (9)
- Djibouti (2)
- Égypte (13)
- Guinée équatoriale (4)
- Érythrée (23)
- Ethiopia (35)
- Gabon (5)
- Gambie (9)
- Ghana (16)
- Guinée (8)
- Guinée-Bissau (4)
- Kenya (48)
- Lesotho (6)
- Liberia (10)
- Libya (7)
- Madagascar (5)
- Malawi (2)
- Mali (10)
- Mauritanie (3)
- Maurice (11)
- Mozambique (6)
- Namibie (8)
- Niger (2)
- Nigeria (57)
- République du Congo (2)
- Rwanda (13)
- Sao Tomé-et-Principe (1)
- Sénégal (21)
- Seychelles (1)
- Sierra Leone (1)
- Afrique du Sud (76)
- Soudan (15)
- Swaziland (1)
- Tanzanie (5)
- Togo (3)
- Tunisie (14)
- Ouganda (9)
- Zambie (5)
- Zimbabwe (16)

## Résultats

### Hommes
| Épreuves | Or                                                                           | Or                 | Argent                                                                  | Argent             | Bronze                                                                         | Bronze             |
| --- | ---------------------------------------------------------------------------- | ------------------ | ----------------------------------------------------------------------- | ------------------ | ------------------------------------------------------------------------------ | ------------------ |
| 100 m | Olusoji Fasuba Nigeria                                                       | 10 s 18            | Eric Nkansah Ghana                                                      | 10 s 35            | Uchenna Emedolu Nigeria                                                        | 10 s 37            |
| 200 m | Leigh Julius Afrique du Sud                                                  | 20 s 81            | Seth Amoo Ghana                                                         | 20 s 88            | Obinna Metu Nigeria                                                            | 20 s 94            |
| 400 m | California Molefe Botswana                                                   | 45 s 59            | Young Talkmore Nyongani Zimbabwe                                        | 45 s 76            | Mathieu Gnanligo Bénin                                                         | 45 s 89            |
| 800 m | Abubaker Kaki Khamis Soudan                                                  | 1 min 45 s 22      | Mbulaeni Mulaudzi Afrique du Sud                                        | 1 min 45 s 54      | Justus Koech Kenya                                                             | 1 min 45 s 80      |
| 1 500 m | Asbel Kiprop Kenya                                                           | 3 min 38 s 97      | Antar Zerguelaine Algérie                                               | 3 min 39 s 04      | Tarek Boukensa Algérie                                                         | 3 min 39 s 18      |
| 5 000 m | Moses Kipsiro Ouganda                                                        | 13 min 12 s 51     | Josphat Kiprono Menjo Kenya                                             | 13 min 12 s 64     | Tariku Bekele Éthiopie                                                         | 13 min 13 s 43     |
| 10 000 m | Zersenay Tadese Érythrée                                                     | 27 min 00 s 30 GR  | Tadesse Tola Éthiopie                                                   | 27 min 28 s 08     | Gebregziabher Gebremariam Éthiopie                                             | 27 min 41 s 24     |
| Semi-marathon | Deriba Merga Éthiopie                                                        | 1 h 02 min 24 s    | Martin Sulle Tanzanie                                                   | 1 h 03 min 01 s    | Yonas Kifle Érythrée                                                           | 1 h 03 min 19 s    |
| 110 m haies | Selim Nurudeen Nigeria                                                       | 13 s 59 GR         | Joseph-Berlioz Randriamihaja Madagascar                                 | 13 s 72            | Shaun Bownes Afrique du Sud                                                    | 13 s 81            |
| 400 m haies | L.J. van Zyl Afrique du Sud                                                  | 48 s 74            | Pieter De Villiers Afrique du Sud                                       | 48 s 91            | Alwyn Myburgh Afrique du Sud                                                   | 48 s 91            |
| 3 000 m steeple | Willy Komen Kenya                                                            | 8 min 15 s 11      | Ezekiel Kemboi Kenya                                                    | 8 min 16 s 93      | Nahom Mesfin Éthiopie                                                          | 8 min 39 s 67      |
| 4 × 100 m | Nigeria Isaac Uche, Obinna Metu, Chinedu Oriala, Olusoji Fasuba              | 38 s 91            | Afrique du Sud Morne Nagel, Leigh Julius, Lee-Roy Newton, Sherwin Vries | 39 s 11            | Zimbabwe Ngonidzashe Makusha, Gabriel Mvumvure, Brian Dzingai, Lewis Banda     | 39 s 16 NR         |
| 4 × 400 m | Botswana Zacharia Kamberuka, Isaac Makwala, Obakeng Ngwigwa, Tshepo Kelaotse | 3 min 03 s 16      | Nigeria Olusegun Ogunkule, Edu Nkami, Victor Isaiah, Saul Weigopwa      | 3 min 03 s 99      | Zimbabwe Nelton Ndebele, Young Talkmore Nyongani, Gabriel Chikomo, Lewis Banda | 3 min 04 s 84      |
| 20 km marche | Hatem Ghoula Tunisie                                                         | 1 h 22 min 33 s    | David Kimutai Kenya                                                     | 1 h 24 min 16 s    | Mohamed Ameur Algérie                                                          | 1 h 25 min 12 s    |
| Saut en longueur | Gable Garenamotse Botswana                                                   | 8,08 m (+0,7 m/s)  | Arnaud Casquette Mauritius                                              | 8,03 m (+1,4 m/s)  | Khotso Mokoena Afrique du Sud                                                  | 7,99 m (+0,6 m/s)  |
| Triple saut | Ndiss Kaba Badji Sénégal                                                     | 16,80 m (+0,0 m/s) | Hugo Mamba-Schlick Cameroun                                             | 16,61 m (+0,0 m/s) | Andrew Owusu Ghana                                                             | 16,32 m (+1,0 m/s) |
| Saut en hauteur | Kabelo Kgosiemang Botswana                                                   | 2,27 m             | Abderrahmane Hammad Algérie                                             | 2,24 m             | Mohamed Benhedia Algérie Arinze Obiora Nigeria                                 | 2,20 m             |
| Saut à la perche | Abderrahmane Tamada Tunisie                                                  | 5,10 m             | Karim Sène Sénégal                                                      | 5,10 m             | Hamdi Dhouibi Tunisie                                                          | 4,90 m             |
| Lancer du poids | Yasser Fathy Ibrahim Farag Égypte                                            | 19,20 m            | Roelie Potgieter Afrique du Sud                                         | 19,02 m            | Mohammed Medded Tunisie                                                        | 17,94 m            |
| Lancer du disque | Omar Ahmed El Ghazaly Égypte                                                 | 62,28 m            | Yasser Fathy Ibrahim Farag Égypte                                       | 61,58 m            | Hannes Hopley Afrique du Sud                                                   | 57,79 m            |
| Lancer du marteau | Chris Harmse Afrique du Sud                                                  | 76,73 m            | Mohsen El Anany Égypte                                                  | 72,00 m            | Saber Souid Tunisie                                                            | 70,01 m            |
| Lancer du javelot | John Robert Oosthuizen Afrique du Sud                                        | 78,05 m            | Gerhardus Pienaar Afrique du Sud                                        | 76,70 m            | Mohamed Ali Kebabou Tunisie                                                    | 71,77 m            |
| Décathlon | Hamdi Dhouibi Tunisie                                                        | 7 838 points GR    | Boualem Lamri Algérie                                                   | 7 473 points       | Larbi Bouraada Algérie                                                         | 7 349 points       |
| Records et Performances - AR : Record continental (area record) - CR : Record des championnats (championship record) - MR : Record du meeting (meet record) - NR : Record national (national record) - OR : Record olympique (olympic record) - PR : Record paralympique (paralympic record) - PB : Record personnel (personal best) - SB : Meilleure performance personnelle de la saison (season's best) - WL : Meilleure performance mondiale de l'année (world leader) - WJR : Record du monde junior (world junior record) - WR : Record du monde (world record) Circonstances et Conditions - DNF : N'a pas terminé (did not finish) - DNS : N'a pas pris le départ (did not start) - DQ : Disqualification (disqualification) - NM : Aucun essai valable enregistré (No Mark) - Q : Qualifié « directement » au prochain tour (ou à la prochaine compétition), lors d'une compétition majeure, grâce au classement ou à la réalisation des minima (automatic qualifier) - q : Qualifié au prochain tour (ou à la prochaine compétition), lors d'une compétition majeure, grâce au repêchage ou à la réalisation de l'une des meilleures performances parmi celles des « non qualifiés directement » (grâce au meilleur temps ou à la meilleure distance par exemple) (secondary qualifier) |                                                                              |                    |                                                                         |                    |                                                                                |                    |

### Femmes
| Épreuves | Or                                                                    | Or                 | Argent                                                                             | Argent                  | Bronze                                                                                    | Bronze             |
| --- | --------------------------------------------------------------------- | ------------------ | ---------------------------------------------------------------------------------- | ----------------------- | ----------------------------------------------------------------------------------------- | ------------------ |
| 100 m | Damola Osayemi Nigeria                                                | 11 s 20            | Constance Mkenku Afrique du Sud                                                    | 11 s 27                 | Vida Anim Ghana                                                                           | 11 s 33            |
| 200 m | Damola Osayemi Nigeria                                                | 23 s 21            | Vida Anim Ghana                                                                    | 23 s 29                 | Amandine Allou Affoue Côte d'Ivoire                                                       | 23 s 44            |
| 400 m | Amantle Montsho Botswana                                              | 51 s 13            | Joy Eze Nigeria                                                                    | 51 s 20                 | Folashade Abugan Nigeria                                                                  | 51 s 44            |
| 800 m | Leonor Piuza Mozambique                                               | 2 min 02 s 83      | Agnes Samaria Namibie                                                              | 2 min 03 s 17           | Nahidha Touhami Algérie                                                                   | 2 min 03 s 79      |
| 1 500 m | Gelete Burika Éthiopie                                                | 4 min 06 s 89      | Veronica Nyaruai Kenya                                                             | 4 min 09 s 11           | Agnes Samaria Namibie                                                                     | 4 min 09 s 18      |
| 5 000 m | Meseret Defar Éthiopie                                                | 15 min 02 s 72     | Meselech Melkamu Éthiopie                                                          | 15 min 03 s 86          | Sylvia Chibiwott Kibet Kenya                                                              | 15 min 06 s 39     |
| 10 000 m | Mestawet Tufa Éthiopie                                                | 31 min 26 s 05     | Edith Masai Kenya                                                                  | 31 min 31 s 18          | Irene Kipchumba Kenya                                                                     | 31 min 36 s 78     |
| Semi-marathon | Souad Ait Salem Algérie                                               | 1 h 13 min 35 s    | Atsede Baysa Éthiopie                                                              | 1 h 13 min 54 s         | Kenza Dahmani Algérie                                                                     | 1 h 14 min 10 s    |
| 100 m haies | Toyin Augustus Nigeria                                                | 13 s 23            | Jessica Ohanaja Nigeria                                                            | 13 s 27                 | Fatmata Fofanah Guinée                                                                    | 13 s 51            |
| 400 m haies | Muna Jabir Adam Soudan                                                | 54 s 93 (NR)       | Aissata Soulama Burkina Faso                                                       | 55 s 49 (NR)            | Ajoke Odumosu Nigeria                                                                     | 55 s 80            |
| 3 000 m steeple | Ruth Bosibori Kenya                                                   | 9 min 31 s 99      | Mekdes Bekele Tadese Éthiopie                                                      | 9 min 49 s 95           | Netsanet Achamo Éthiopie                                                                  | 9 min 51 s 63      |
| 4 × 100 m | Ghana Mariama Salifu, Esther Dankwah, Gifty Addy, Vida Anim           | 43 s 84            | Nigeria Gladys Nwabani, Endurance Ojokolo, Damola Osayemi, Emem Edem               | 43 s 85                 | Côte d'Ivoire Judith Djaman Brali, Louise Ayetotche, Cynthia Niako, Amandine Allou Affoue | 44 s 48            |
| 4 × 400 m | Nigeria Joy Eze, Folashade Abugan, Sekinat Adesanya, Christy Ekpukhon | 3 min 29 s 74      | Afrique du Sud Estie Wittstock, Amanda Kotze, Tihanna Vorster, Tsholofelo Selemela | 3 min 33 s 62           | Soudan Nawal El Jack, Faiza Omar, Mohamed Hind, Muna Jabir Adam                           | 3 min 39 s 79      |
| 20 km marche | Chaima Trabelsi Tunisie                                               | 1 h 49 min 13 s    | Mercy Njoki Kenya                                                                  | 1 h 49 min 18 s         | Arasa Asnaksh Abissa Éthiopie                                                             | 1 h 49 min 29 s    |
| Saut en longueur | Janice Josephs Afrique du Sud                                         | 6,79 m (+0,1 m/s)  | Blessing Okagbare Nigeria                                                          | 6,46 m (+1,8 m/s)       | Yah Soucko Koïta Mali                                                                     | 6,35 m (+2,2 m/s)  |
| Triple saut | Yamilé Aldama Soudan                                                  | 14,46 m (+0,5 m/s) | Chinonye Ohadugha Nigeria                                                          | 14,21 m (-0,1 m/s) (NR) | Otonye Iworima Nigeria                                                                    | 13,83 m (+0,9 m/s) |
| Saut en hauteur | Doreen Amata Nigeria                                                  | 1,89 m             | Anika Smit Afrique du Sud                                                          | 1,89 m                  | Marcoleen Pretorius Afrique du Sud                                                        | 1,83 m             |
| Saut à la perche | Leila Ben Youssef Tunisie                                             | 3,85 m             | Ahmed Eman Nesrim Égypte                                                           | 3,60 m                  | Eva Thornton Afrique du Sud                                                               | 3,30 m             |
| Lancer du poids | Vivian Chukwuemeka Nigeria                                            | 17,60 m            | Simoné du Toit Afrique du Sud                                                      | 16,77 m                 | Veronica Abrahamse Afrique du Sud                                                         | 15,75 m            |
| Lancer du disque | Elizna Naude Afrique du Sud                                           | 58,40 m            | Monia Kari Tunisie                                                                 | 55,15 m                 | Vivian Chukwuemeka Nigeria                                                                | 52,52 m            |
| Lancer du marteau | Marwa Ahmed Hussein Arafat Égypte                                     | 65,70 m            | Funke Adeoye Nigeria                                                               | 64,04 m                 | Florence Ezeh Togo                                                                        | 59,55 m            |
| Lancer du javelot | Justine Robbeson Afrique du Sud                                       | 58,09 m            | Lindy Leveau Seychelles                                                            | 56,49 m                 | Sunette Viljoen Afrique du Sud                                                            | 54,46 m            |
| Heptathlon | Margaret Simpson Ghana                                                | 6 278 points GR    | Patience Okoro Nigeria                                                             | 5 161 points            | Béatrice Kamboulé Burkina Faso                                                            | 4 994 points NR    |
| Records et Performances - AR : Record continental (area record) - CR : Record des championnats (championship record) - MR : Record du meeting (meet record) - NR : Record national (national record) - OR : Record olympique (olympic record) - PR : Record paralympique (paralympic record) - PB : Record personnel (personal best) - SB : Meilleure performance personnelle de la saison (season's best) - WL : Meilleure performance mondiale de l'année (world leader) - WJR : Record du monde junior (world junior record) - WR : Record du monde (world record) Circonstances et Conditions - DNF : N'a pas terminé (did not finish) - DNS : N'a pas pris le départ (did not start) - DQ : Disqualification (disqualification) - NM : Aucun essai valable enregistré (No Mark) - Q : Qualifié « directement » au prochain tour (ou à la prochaine compétition), lors d'une compétition majeure, grâce au classement ou à la réalisation des minima (automatic qualifier) - q : Qualifié au prochain tour (ou à la prochaine compétition), lors d'une compétition majeure, grâce au repêchage ou à la réalisation de l'une des meilleures performances parmi celles des « non qualifiés directement » (grâce au meilleur temps ou à la meilleure distance par exemple) (secondary qualifier) |                                                                       |                    |                                                                                    |                         |                                                                                           |                    |

## Tableau des médailles
| Rang  | Nation | Or | Argent | Bronze | Total |
| ----- | ------ | -- | ------ | ------ | ----- |
| 1     | NGR    | 9  | 8      | 7      | 24    |
| 2     | RSA    | 7  | 9      | 8      | 24    |
| 3     | TUN    | 5  | 1      | 4      | 10    |
| 4     | BOT    | 5  | 0      | 0      | 5     |
| 5     | ETH    | 4  | 4      | 5      | 13    |
| 6     | KEN    | 3  | 6      | 3      | 12    |
| 7     | EGY    | 3  | 3      | 0      | 6     |
| 8     | SUD    | 3  | 0      | 1      | 4     |
| 9     | GHA    | 2  | 3      | 2      | 7     |
| 10    | ALG    | 1  | 3      | 6      | 10    |
| 11    | SEN    | 1  | 1      | 0      | 2     |
| 12    | ERI    | 1  | 0      | 1      | 2     |
| 13=   | MOZ    | 1  | 0      | 0      | 1     |
| 13=   | UGA    | 1  | 0      | 0      | 1     |
| 15    | ZIM    | 0  | 1      | 2      | 3     |
| 16=   | BUR    | 0  | 1      | 1      | 2     |
| 16=   | NAM    | 0  | 1      | 1      | 2     |
| 18=   | CMR    | 0  | 1      | 0      | 1     |
| 18=   | MAD    | 0  | 1      | 0      | 1     |
| 18=   | MRI    | 0  | 1      | 0      | 1     |
| 18=   | SEY    | 0  | 1      | 0      | 1     |
| 18=   | TAN    | 0  | 1      | 0      | 1     |
| 23    | CIV    | 0  | 0      | 2      | 2     |
| 24=   | BEN    | 0  | 0      | 1      | 1     |
| 24=   | GUI    | 0  | 0      | 1      | 1     |
| 24=   | MLI    | 0  | 0      | 1      | 1     |
| 24=   | TOG    | 0  | 0      | 1      | 1     |
| Total | Total  | 46 | 46     | 47     | 139   |

### Résultats
- (en) Résultats des Jeux africains de 2007 sur tilastopaja.org
- (en) Résultats des Jeux africains de 2007 sur africaathle.com
- (en) Résultats des Jeux africains de 2007 sur tunisathle.voila.net
- (en) All-Africa Games - GBR Athletics

### Rapports quotidiens
- (en) David Powell, « Defar retains title, Kemboi upset - All Africa Games day 1 », IAAF.org,‎ 18 juillet 2007 (lire en ligne, consulté le 26 juillet 2007)
- (en) David Powell, « In Algiers, another landmark for Tadesse - All Africa Games day 2 », IAAF.org,‎ 19 juillet 2007 (lire en ligne, consulté le 26 juillet 2007)
- (en) David Powell, « Kaki surprises Mulaudzi in Algiers - All Africa Games Day 3 », IAAF.org,‎ 21 juillet 2007 (lire en ligne, consulté le 26 juillet 2007)
- (en) David Powell, « Van Zyl leads South African gold parade in Algiers – All Africa Games Day 4 », IAAF.org,‎ 21 juillet 2007 (lire en ligne, consulté le 26 juillet 2007)
- (en) David Powell, « Compelling races and a pair of upsets as All Africa Games conclude », IAAF.org,‎ 22 juillet 2007 (lire en ligne, consulté le 26 juillet 2007)